# (200349) 2000 JN82
(200349) 2000 JN82 es un asteroide perteneciente al cinturón de asteroides descubierto el 7 de mayo de 2000 por el equipo del Lincoln Near-Earth Asteroid Research desde el Laboratorio Lincoln, Socorro, Nuevo México, Estados Unidos.

## Designación y nombre
Designado provisionalmente como 2000 JN82.

## Características orbitales
2000 JN82 está situado a una distancia media del Sol de 2,333 ua, pudiendo alejarse hasta 2,896 ua y acercarse hasta 1,769 ua. Su excentricidad es 0,241 y la inclinación orbital 5,261 grados. Emplea 1301,68 días en completar una órbita alrededor del Sol.

## Características físicas
La magnitud absoluta de 2000 JN82 es 16,7. Tiene 3,018 km de diámetro y su albedo se estima en 0,049. 